# Exechia pullicauda
Exechia pullicauda är en tvåvingeart som först beskrevs av Frederick Askew Skuse 1888.  Exechia pullicauda ingår i släktet Exechia och familjen svampmyggor. Inga underarter finns listade i Catalogue of Life.